# Szeparálható állapot
A kvantummechanikában szeparálható állapotoknak a kvantum-összefonódottság nélküli kvantumállapotokat nevezzük. Ezt a fogalmat két- vagy többrészű összetett rendszerek leírásakor használják. 
Tiszta állapotok esetén egy állapot akkor szeparálható, ha szorzatállapot. Kevert állapotok esetén egy állapot akkor szeparálható, ha szorzatállapotok keveréke.

## Tiszta szeparálható állapotok
Tekintsünk egy kétrészű rendszert. A két részrendszer állapotát írják le a {\displaystyle H_{1}} és {\displaystyle H_{2}} véges dimenziós Hilbert terek. 
A teljes rendszer állapotát a {\displaystyle H=H_{1}\otimes H_{2}} Hilber tér írja le.
Ez utóbbi azt jelenti, hogyha a kétrészű összetett rendszer tiszta állapotban van, akkor az állapotát leíró
állapotvektor {\displaystyle |\Psi \rangle } e Hilbert tér egy eleme. 
Ebben az esetben az állapot szeparálható, ha szorzatállapot, az az
{\displaystyle |\Psi \rangle =|\Psi _{1}\rangle \otimes |\Psi _{2}\rangle ,}
ahol {\displaystyle |\Psi _{1}\rangle } és {\displaystyle |\Psi _{2}\rangle } a részrendszerek Hibert tereinek elemei.

## Kevert szeparálható állapotok
A tiszta állapotokra vonatkozó meghatározás általánosítható kevert állapotokra is.
R.F. Werner általánosan elfogadott definíciója szerint egy kétrészű rendszer szeparálható állapotban van, ha sűrűségmátrixát le lehet írni szorzatmátrixok összegeként
{\displaystyle \rho =\sum _{k}p_{k}\rho _{k}^{(1)}\otimes \rho _{2}^{(2)}}
ahol 
{\displaystyle \sum _{k}p_{k}=1,}
és {\displaystyle p_{k}\geq 0}. Itt {\displaystyle \rho } a teljes rendszer sűrűségmátrixa, míg {\displaystyle \rho _{k}^{(1)}} és 
{\displaystyle \rho _{k}^{(2)}} az első, illetve a második részrendszerhez tartozó sűrűségmátrixok.

## Többrészű rendszerek
A többrészű rendszerre R.F. Werner definíciója egyszerűen általánosítható. 
Egy N-részből álló rendszer (teljesen) szeparálható, ha felbontható szorzatok keverékére
{\displaystyle \rho =\sum _{k}p_{k}\rho _{k}^{(1)}\otimes \rho _{k}^{(2)}\otimes ...\otimes \rho _{k}^{(N)}}
ahol
{\displaystyle \sum _{k}p_{k}=1,}
és {\displaystyle p_{k}\geq 0}.